# Colin Guillarmou
Colin Guillarmou est un mathématicien français, directeur de recherche CNRS au Laboratoire de mathématiques d'Orsay (Université Paris-Saclay, France). 

## Carrière
Il a obtenu son doctorat à l'Université de Nantes en 2004. Il a occupé des postes à l'université Purdue, à l'Université Nationale Australienne, à l'Université de Nice Sophia Antipolis, à l'École normale supérieure  (Paris), et il a été membre de l'Institute for Advanced Study. 

## Travaux
Ses recherches portent principalement sur l'analyse, la géométrie et les systèmes dynamiques. Colin Guillarmou a apporté des contributions à la théorie de la diffusion, à l'étude des résonances quantiques / classiques, et aux problèmes inverses, plus spécifiquement sur le problème de Calderón, sur le problème de rigidité au bord, et le spectre marqué des longueurs des géodésiques fermées. Il a par ailleurs travaillé sur la théorie conforme des champs,.

## Distinctions
Il a reçu la médaille de bronze du CNRS en 2010, le prix Paul Doistau-Émile Blutet en 2018, et il a été conférencier invité au Congrès International des Mathématiciens à Rio de Janeiro en 2018. Il a reçu un financement ERC en 2016.